# Pseudemys texana
Pseudemys texana är en sköldpaddsart som beskrevs av den tyske zoologen Georg Baur 1893. Pseudemys texana ingår i släktet Pseudemys och familjen kärrsköldpaddor. IUCN kategoriserar arten globalt som livskraftig. Inga underarter finns listade i Catalogue of Life.
Arten förekommer vid Brazos River, Coloradofloden, Guadalupe River, San Antonio River och vid andra vattendrag i Texas (USA).